# Limnephilus ponticus
Limnephilus ponticus là một loài Trichoptera trong họ Limnephilidae. Chúng phân bố ở miền Cổ bắc.